# Miguel García Granados Zavala
Miguel García Granados y Zavala (El Puerto de Santa María, 29 settembre 1809 – Città del Guatemala, 8 settembre 1878) è stato un politico guatemalteco.
È stato il Presidente del Guatemala dal giugno 1871 al giugno 1873.